# Hozumi Gōda
Pour les articles homonymes, voir Goda (homonymie).
Hozumi Gōda (郷田ほづみ, Gōda Hozumi), né 合田穂積 le 8 août 1957 à Tōkyō, est un acteur japonais, un seiyū et un directeur du son affilié à OGIPRO THE NEXT Co. Inc. (ja), anciennement YMO. Il fait partie d'une équipe de trois comédiens appelée Kaibutsu Land (怪物ランド).

## Rôles

### Anime
- Akubi Girl (Narration)
- Armored Trooper Votoms (Chirico Cuvie)
- Battle B-Daman (ja) (Shin)
- Blue Submarine no 6 (Hayami Tetsu)
- Digimon Savers (Daimon Suguru)
- Dragonaut -The Resonance- (Kasuga Nozaki)
- D.Gray-man (Suman Dark)
- Fullmetal panic! the second raid (Vincent Blueno)
- Ginga Densetsu Weed (Tokimune)
- Hetalia (Empire Romain)
- Hunter × Hunter (Leorio)
- Kenshin le vagabond (Lorenzo Shōzō)
- King of Bandit Jing (Campari)
- L'ère des Shura (Izumi Mutsu)
- La Tour de Druaga : l'épée d'Uruk (Melt)
- Last Exile (Vincent Alzey)
- Le Prince du tennis (Mamoru Inoue)
- Read Or Die TV (Joe "Joker" Carpenter)
- Transformers: Beast Wars II (Lio Convoy)
- Transformers: Beast Wars Neo (Lio Convoy)
- Vampire Knight (Headmaster Cross)
- Yu-Gi-Oh! Duel Monsters (Jean Claude Magnum)
- Yu-Gi-Oh! Duel Monsters GX (M.. T/Trueman, Darkness)
- Zatch Bell (Kafka Sunbeam)
- Zettai Shōnen (Jirō Hatori)

### OVA
- Armored Trooper Votoms (Chirico Cuvie)
- Hunter × Hunter (Leorio)
- Interlude (en) (Ikuo Fuyuki)
- Legend of the Galactic Heroes Gaiden (Yang Wen-li)
- Read or die (Joker)

### Film
- Transformers: Beast Wars II (Lio Convoy)

### Jeux
- Interlude (en) (Ikuo Fuyuki)
- Tales of Hearts (Kunzite)

### Doublage
- Alien (Captain Dallas)
- Ally McBeal (Larry Paul)
- Desperate Housewives (Tom Scavo)
- Harry Potter and the Prisoner of Azkaban (Remus Lupin)
- Crimes et Pouvoir (Tom Kubik)

### Musique
- Hunter × Hunter (Leorio, M.Gozumi)
- Hunter × Hunter : Dejavu in Summer (Leorio, M.Gozumi)
- Hunter × Hunter : The Nightmare of Zaoldyeck (Leorio)